# 坎德雷庫利湖
54°30′10″N 54°3′50″E / 54.50278°N 54.06389°E

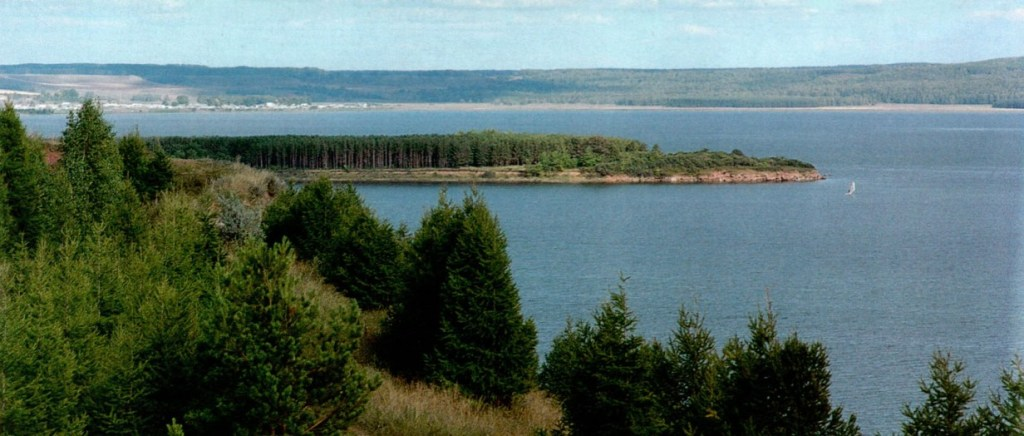

坎德雷庫利湖（俄语：Кандрыкуль），是俄羅斯的湖泊，位於該國西南部，由巴什科爾托斯坦共和國負責管轄，長8公里、寬3.6公里，面積15.6平方公里，海拔高度167米，平均水深7.2米，最大水深16.5米。